# Meistriliiga (2012)
Meistriliiga 2012 była 22. edycją najwyższej klasy rozgrywkowej piłki nożnej w Estonii.
Brało w niej udział 10 drużyn, które w okresie od 10 marca do 3 listopada 2012 rozegrały 36 kolejek meczów. Obrońcą tytułu była Flora Tallinn. Mistrzostwo po raz pierwszy w historii zdobyła drużyna Nõmme Kalju.

## Uczestniczące drużyny
| Uczestnicy poprzedniej edycji | Uczestnicy poprzedniej edycji | Uczestnicy poprzedniej edycji | Uczestnicy poprzedniej edycji |
| --- | ----------------------------- | ----------------------------- | ----------------------------- |
| FLO | Flora Tallinn                 | Tallinn                       | 1                             |
| NÕM | Nõmme Kalju                   | Tallinn                       | 2                             |
| NVA | JK Narva Trans                | Narwa                         | 3                             |
| LEV | Levadia Tallinn               | Tallinn                       | 4                             |
| SLK | JK Sillamäe Kalev             | Sillamäe                      | 5                             |
| PAI | Paide Linnameeskond           | Paide                         | 6                             |
| TMT | Tartu JK Tammeka              | Tartu                         | 7                             |
| FCV | FC Viljandi                   | Viljandi                      | 8                             |
| po barażach |                               |                               |                               |
| KUR | FC Kuressaare                 | Kuressaare                    | 9                             |
| Awans z Esiliigi |                               |                               |                               |
| KAL | Kalev Tallinn                 | Tallinn                       | 1                             |
| Oznaczenia: - kolumna pierwsza – skróty nazw drużyn, - kolumna trzecia – siedziba klubu, - kolumna czwarta – miejsce zajęte w poprzednim sezonie. |                               |                               |                               |

## Tabela
| Lp. | Drużyna              | M  | Z  | R  | P  | B+  | B– | +/– | Pkt | Kwalifikacja lub spadek                     |
| --- | -------------------- | -- | -- | -- | -- | --- | -- | --- | --- | ------------------------------------------- |
| 1   | Nõmme Kalju (M)      | 36 | 29 | 5  | 2  | 106 | 17 | +89 | 92  | Liga Mistrzów UEFA • I runda kwalifikacyjna |
| 2   | Levadia Tallinn      | 36 | 25 | 8  | 3  | 85  | 22 | +63 | 83  | Liga Europy UEFA • I runda kwalifikacyjna   |
| 3   | Flora Tallinn (P)    | 36 | 26 | 3  | 7  | 87  | 24 | +63 | 81  | Liga Europy UEFA • I runda kwalifikacyjna   |
| 4   | Narva Trans          | 36 | 16 | 7  | 13 | 52  | 44 | +8  | 55  | Liga Europy UEFA • I runda kwalifikacyjna   |
| 5   | Sillamäe Kalev       | 36 | 15 | 10 | 11 | 51  | 43 | +8  | 55  |                                             |
| 6   | Paide Linnameeskond  | 36 | 11 | 9  | 16 | 34  | 52 | −18 | 42  |                                             |
| 7   | Viljandi (W)         | 36 | 6  | 8  | 22 | 33  | 88 | −55 | 26  | wycofana                                    |
| 8   | Kuressaare           | 36 | 5  | 11 | 20 | 31  | 80 | −49 | 26  |                                             |
| 9   | Kalev Tallinn (B, O) | 36 | 4  | 9  | 23 | 27  | 87 | −60 | 21  | baraż o Meistriliiga                        |
| 10  | Tartu Tammeka (U)    | 36 | 4  | 8  | 24 | 30  | 79 | −49 | 20  | [ i ]                                       |

1. 1 2  FC Viljandi zrezygnował z miejsca w Meistriliiga[1]. Ich miejsce zajął dziesiąty zespół ligi Tartu Tammeka.

## Wyniki
| Gospodarz \ Gość    | FLO | NÕM | KUR | LEV | PAI | SIL | T.K | TAM | NAR | VIL | FLO | NÕM | KUR | LEV | PAI | SIL | T.K | TAM | NAR | VIL |
| ------------------- | --- | --- | --- | --- | --- | --- | --- | --- | --- | --- | --- | --- | --- | --- | --- | --- | --- | --- | --- | --- |
| Flora Tallinn       |     | 1–0 | 0–1 | 0–1 | 1–0 | 3–0 | 5–0 | 4–0 | 2–1 | 5–0 |     | 1–0 | 2–0 | 1–2 | 3–0 | 4–0 | 3–1 | 5–1 | 0–1 | 5–0 |
| Nõmme Kalju         | 2–0 |     | 2–0 | 0–0 | 1–0 | 5–0 | 3–1 | 3–0 | 4–1 | 4–0 | 2–0 |     | 6–1 | 2–2 | 1–1 | 2–2 | 7–0 | 5–1 | 1–0 | 3–0 |
| Kuressaare          | 1–3 | 0–1 |     | 0–2 | 0–1 | 2–2 | 3–3 | 1–1 | 0–0 | 0–0 | 0–2 | 0–9 |     | 0–1 | 1–1 | 1–2 | 2–1 | 3–2 | 0–3 | 3–3 |
| Levadia Tallinn     | 1–1 | 1–1 | 5–0 |     | 1–0 | 1–1 | 0–0 | 1–0 | 4–0 | 2–0 | 5–4 | 0–1 | 7–0 |     | 4–0 | 0–2 | 4–1 | 3–0 | 0–2 | 2–1 |
| Paide Linnameeskond | 0–5 | 1–3 | 2–1 | 1–5 |     | 1–1 | 1–0 | 2–0 | 0–0 | 0–1 | 0–6 | 0–2 | 1–1 | 1–2 |     | 2–0 | 0–0 | 4–1 | 2–3 | 0–2 |
| Sillamäe Kalev      | 0–2 | 0–2 | 0–0 | 0–0 | 1–1 |     | 4–1 | 2–0 | 2–0 | 2–0 | 1–2 | 0–2 | 2–1 | 1–1 | 1–2 |     | 3–0 | 3–1 | 0–3 | 2–2 |
| Kalev Tallinn       | 0–3 | 0–5 | 2–1 | 1–2 | 1–0 | 1–2 |     | 1–0 | 0–0 | 2–1 | 1–1 | 1–3 | 0–3 | 0–6 | 0–3 | 0–3 |     | 1–4 | 0–1 | 2–2 |
| Tartu Tammeka       | 0–2 | 0–4 | 0–0 | 0–1 | 1–2 | 0–0 | 2–1 |     | 2–3 | 1–1 | 0–3 | 1–4 | 2–2 | 0–3 | 1–1 | 0–3 | 1–1 |     | 2–1 | 4–0 |
| Narva Trans         | 1–2 | 1–2 | 1–3 | 1–2 | 2–0 | 1–0 | 5–1 | 2–0 |     | 3–1 | 2–2 | 0–2 | 2–0 | 0–6 | 0–0 | 0–1 | 1–1 | 4–0 |     | 1–1 |
| Viljandi            | 0–2 | 0–3 | 3–1 | 0–3 | 0–2 | 0–3 | 1–1 | 3–2 | 0–1 |     | 0–2 | 1–9 | 6–0 | 0–5 | 0–2 | 0–5 | 2–1 | 0–0 | 2–5 |     |

## Baraż o Meistriliiga
Kalev Tallinn wygrał 3-1 dwumecz z Rakvere Tarvas czwartą drużyną Esiliiga o miejsce w Meistriliiga na sezon 2013.
| 11 listopada 2012 | Rakvere Tarvas | 1:2   | Kalev Tallinn                       |                                                                |
| 12:00             | Henri Hang 23' | (1:0) | 70' Rasmus Tomson · 74' Martin Kase | Rakvere artificial turf, Rakvere Widzów: 324 Sędzia: Jaan Roos |

| 17 listopada 2012 | Kalev Tallinn       | 1:0   | Rakvere Tarvas |                                                                     |
| 12:00             | Eduard Ratnikov 38' | (1:0) |                | Stadion Centralny Kalevi, Tallinn Widzów: 377 Sędzia: Hannes Kaasik |

## Najlepsi strzelcy
| Bramki | Strzelcy              | Drużyna                      |
| ------ | --------------------- | ---------------------------- |
| 23     | Vladislav Ivanov      | Sillamäe Kalev / Narva Trans |
| 22     | Tarmo Neemelo         | Nõmme Kalju                  |
| 17     | Zakaria Beglarishvili | Flora Tallinn                |
| 13     | Jüri Jevdokimov       | Nõmme Kalju                  |
| 12     | Igor Morozov          | Levadia Tallinn              |
| 11     | Rimo Hunt             | Levadia Tallinn              |
| 10     | Aleksandr Alekseyev   | Narva Trans                  |
| 10     | Andre Frolov          | Flora Tallinn                |
| 10     | Artur Rättel          | Levadia Tallinn              |
| 10     | Hidetoshi Wakui       | Nõmme Kalju                  |

Źródło:

## Stadiony
| Flora Tallinn   |
| --------------- |
| A. Le Coq Arena |
|                 |

| Kalev Tallinn            |
| ------------------------ |
| Stadion Centralny Kalevi |
|                          |

| Kuressaare               |
| ------------------------ |
| Kuressaare linnastaadion |
|                          |

| Narva Trans               |
| ------------------------- |
| Narva Kreenholmi staadion |
|                           |

| Nõmme Kalju      |
| ---------------- |
| Stadion Kadriorg |
|                  |

| Levadia Tallinn    |
| ------------------ |
| Maarjamäe staadion |
|                    |

| Paide Linnameeskond           |
| ----------------------------- |
| Stadion Paide Ühisgümnaasiumi |
|                               |

| Sillamäe Kalev         |
| ---------------------- |
| Stadion Sillamäe Kalev |
|                        |

| Tartu Tammeka  |
| -------------- |
| Tamme staadion |
|                |

| Viljandi               |
| ---------------------- |
| Viljandi linnastaadion |
|                        |

Źródło: